# Aleurotrachelus erythrinae
Aleurotrachelus erythrinae là một loài côn trùng cánh nửa trong họ Aleyrodidae, phân họ Aleyrodinae.
Aleurotrachelus erythrinae được Corbett miêu tả khoa học đầu tiên năm 1935.